# Tengiz Sulakvelidze
Tengiz Grigoryevich Sulakvelidze ou simplesmente Tengiz Sulakvelidze - respectivamente, em russo, Тенгиз Григорьевич Сулаквелидзе e, em georgiano, თენგიზ სულაქველიძე (Kutaisi, 23 de julho de 1956) - é um ex-futebolista georgiano.

## Carreira
Começou em 1974 no time de sua cidade natal, o Torpedo Kutaisi. Em 1978, foi para o principal clube da então RSS da Geórgia, o Dínamo Tbilisi.
Na temporada de estreia, sagrou-se campeão soviético, o segundo do Dínamo e de uma equipe georgiana. O título mais importante viria em 1981, com a Recopa Europeia, o segundo troféu europeu de uma clube da União Soviética e primeiro (e único) de um da Geórgia. Ao lado de seus colegas Aleksandre Chivadze, Ramaz Shengelia e Vit'ali Daraselia, foi membro titular da Seleção Soviética que foi à Copa do Mundo de 1982. Sulakvelidze já jogara pela URSS desde 1980, ano em que foi bronze olímpico nos Jogos de Moscou.
Acabou não chamado para a Copa de 1986. Já veterano, foi relembrado para a Eurocopa 1988. Participou apenas do primeiro jogo, contra a Holanda, na vitória por 1 x 0. A Seleção enfrentaria novamente o advesário na final, e dessa vez perderia por 0 x 2. Sulakvelidze encerrou seu ciclo no Dínamo ainda em 1988 e pararia de jogar no ano seguinte, no clube sueco Holmsund.
Há informação de que teria participado no conflito entre Geórgia e Abecásia no início da década de 1990, quando esta declarou independência.